# Баишевская
Баи́шевская — деревня в Вагайском районе Тюменской области, входит в состав Фатеевского сельского поселения.

## География
Деревня находится недалеко от реки Иртыш.

## Достопримечательность
В деревне находится Баишевская астана. Главная религиозная святыня мусульман Сибири. При определённых условиях посещение астаны приравнивается к совершению хаджа в Мекку.

## Население
| 2010 |
| ---- |
| 99   |